# Ольшани (Берестейська область)
Ольшани — агромістечко у Столинському районі Берестейської області Білорусі. Найбільший сільський населений пункт у Берестейській області.

## Історія
В архівних джерелах вперше Ольшани згадуються в1392 році, разом із селом Велемичі. У XVI—XVIII століттях село перебуває у складі Великого князівства Литовського. Із 1793 — у складі Російської імперії. З 1921 року — у складі Польщі. З 1939 року — у складі Білоруської РСР. Із 2009 року офіційно є агромістечком.

## Населення
В Ольшанах проживає близько 8000 чоловік. У населеному пункті спостерігається постійне демографічне зростання, велика кількість багатодітних сімей та малий відтік молоді. Водночас більшість ольшанців офіційно безробітні, займаються землеробством цілий рік на виділених та присадибних ділянках. Практично кожна сім'я має 10-15 соток землі з теплицею або парником, у яких вирощуються овочі, переважно огірки.

## Релігія
Люди поділяються на дві, практично рівні за чисельністю, релігійні групи: православні християни та п'ятдесятники. Громада п'ятдесятників складається з 1600 дорослих членів та близько 3000 дітей, що робить її однією з найбільших у СНД.
У колишньому селі збудовано дві православні церкви. Стара церква із 500-річною історією, зведена на честь великомучениці Параскеви П'ятниці, згоріла 1980 року взимку. У 1987 році на вулиці Гірській звели та освятили дерев'яну церкву на честь праведної діви Іуліанії Ольшанської. І лише через 10 років на колишньому місці в центрі парафіянами було відбудовано та освячено і новий храм Параскеви П'ятниці.
У 90-ті роки активізувався протестантський рух, який почався ще у 30-ті роки і припинявся радянською владою. Учасники руху наполягали на своїй унікальності, заперечували приналежність до протестантських громад, що заважало легалізації довгі роки. Десятки сімей мігрували до США. Передбачаючи розвал СРСР, у 1990 році віруючі збудували в Ольшанах Дім молитви, який із 2007 року офіційно належить Об'єднаній Церкві ХВЄ (Християн Віри Євангельської). До цього члени громади називали себе просто «віруючими» і неофіційно збиралися на молитви у викупленому спільно житловому дерев'яному будинку. Громада ХВЄ активно виступає проти пияцтва та куріння, пропагує працьовитість.

## Чисельність
- 1886 — 873 жителя, 70 господарств[5];
- 1909 — 1848 жителя, 303 господарства[5];
- 1921 — 1962 жителя, 256 господарств[6];
- 1940 — 2810 жителів, 514 господарств[6];
- 1969 — 4223 жителя, 992 господарств[7][6];
- 1999 — 6067 жителів;
- 2005 — 6615 жителів, 1750 господарств[5];
- 2008 рік — прибл. 7000 мешканців;
- 2010 рік — 6763 мешканців;
- 2011 — бл. 8000 жителів[8], із них 2730 дітей[9], 1640 господарств;
- 2019 — 7444 жителя.

## Зайнятість
Підприємств та виробничих об'єктів в Ольшанах немає. Колгосп «40 років Жовтня» після перетворення на СВК «Нова Прип'ять» частину земель віддав у найм фермерам. 2000 року їх були одиниці. Тепер як приклад білоруського сільського господарства Ольшани в Білорусі мають неофіційний статус «огіркової столиці». За офіційними даними Столинського районного виконавчого комітету на 2016 рік в Ольшанах зареєстровано 25 великих фермерських господарств, у пріоритеті яких вирощування огірків, помідорів та капусти.
Приватне овочівництво — основне джерело доходу населення з кінця 1970-х років, коли в селі з'явилися перші теплиці для вирощування огірків. В основному використовується насіння овочів-гібридів від голландських компаній: Seminis, Bejo, Syngenta тощо. Більше 90 % вироблених у Столинщині овочів (за прикладом Ольшан пішли і сусідні села) експортуються до Росії на великі овочебази Москви та Санкт-Петербурга. Близько 5 % закуповуються білоруськими заготівельними конторами, решта відсотка розвозиться Білоруссю та іншими містами Росії. Крім огірків, у комерційних цілях тут вирощуються томати, перець, капуста, буряк, морква, яблука, лохина.
Зі зростанням населення, розвитком приватного бізнесу та інфраструктури в ольшанців з'явилося більше робочих місць. Але в зимовий час безробіття переслідує населення, яке змушене їздити на сезонні заробітки до Мінська та за кордон.

## Інфраструктура
В Ольшанах дві школи, у яких навчаються понад 1500 дітей, два дитячі садки та ясла-садок. Одразу за школою № 2 збудовано і спортивний комплекс.
У центрі функціонує амбулаторія надання першої медичної допомоги.
Зростає мережа торгових точок: продуктові магазини, приватні магазини з інвентарем та хімікатами для теплиць, універсам, кафе «Колосок» та їдальня, приватне кафе GRO-CAFE, готельно-ресторанний комплекс «Альшанські Маентак» тощо.
Найбільша точка, що характеризує діяльність та спосіб життя населення Ольшан — майданчик для закупівлі овочів із ринком промислових товарів. Величезну територію для цього організував та облаштував власник ФГ «Брідок» — Гриб М. І. Торгові та завантажувальні майданчики примикають до траси Р88 (Давид-Городок — Житковичі) з одного боку та величезного фермерського господарства «Брідок» — з іншого боку.
Розвивається сфера послуг — найпопулярнішою є автосервіс через велику кількість транспорту та сільськогосподарської техніки.

## Сполучний транспорт
Через агромістечко проходить автомобільна траса Р88 республіканського значення протяжністю 114 км. Це частина прямої дороги, яка пов'язує Ольшани з білоруською столицею і якою фури з овочами прямують до Москви, Санкт-Петербурга, рідше — до інших міст РФ. До найближчої залізниці 50 км — вона проходить за річкою Прип'яттю через залізничний вокзал у м. Житковичі Гомельської області з одного боку та на такій самій відстані з іншого боку у р. п. Речиця «Горинь».
Зв'язок Ольшан з іншими населеними пунктами Білорусі підтримується великою кількістю комерційного та державного міжміського транспорту, що здійснює постійні пасажирські перевезення до найближчих міст. Це маршрутні таксі та міжміські автобуси, що курсують кілька разів на день за маршрутами: Д. Городок — Житковичі, Столин — Мінськ, Берестя — Ольшани, Пінськ — Мозир, Столин — Гомель та інші.
В Ольшанах, за даними ДАІ, зареєстровано найбільшу в області кількість легкового та вантажного автотранспорту на душу населення. Відмінно налагоджено міжнародну систему вантажоперевезень приватними великовантажними машинами.

## Визначні пам'ятки
Головною визначною пам'яткою а/м Вільшани є розташування — за 50 км розташований Національний парк «Прип'ятський», який підпорядкований Управлінню справами Президента Республіки Білорусь із 1996 року. На території заповідника розташовані кілька садиб, зайнятих в агроекотуризмі. Найбільша та найвідвідуваніша з них — туристична база «Прип'ятський стан», що належить логістичній компанії «Домінік».
Місцевих пам'яток, що належать безпосередньо до агромістечка Ольшани, мало:
- Великий Будинок культури з пам'ятником Леніна перед ним, збудований у центрі за радянських часів для відпочинку та розваг громадян, особливої архітектурної цінності собою не має.
- Привертає до себе увагу гостей невеликий Пам'ятник огірку, установлений власником у 2018 році на території місцевої точки громадського харчування — «Альшанського Маентка».
- Церква Параскеви П'ятниці у центрі.